# Municipio de Upper Pittsgrove
El municipio de Upper Pittsgrove (en inglés: Upper Pittsgrove Township) es un municipio ubicado en el condado de Salem  en el estado estadounidense de Nueva Jersey. En el año 2010 tenía una población de 3,505 habitantes y una densidad poblacional de 33 personas por km².

## Geografía
El municipio de Upper Pittsgrove se encuentra ubicado en las coordenadas 39°37′0″N 75°12′18″O / 39.61667, -75.20500.

## Demografía
Según la Oficina del Censo en 2000 los ingresos medios por hogar en el municipio eran de $53,813 y los ingresos medios por familia eran 56,768. Los hombres tenían unos ingresos medios de $41,319 frente a los $27,976 para las mujeres. La renta per cápita para la localidad era de $21,732. Alrededor del 8.5% de la población estaba por debajo del umbral de pobreza.